# Trichoderma

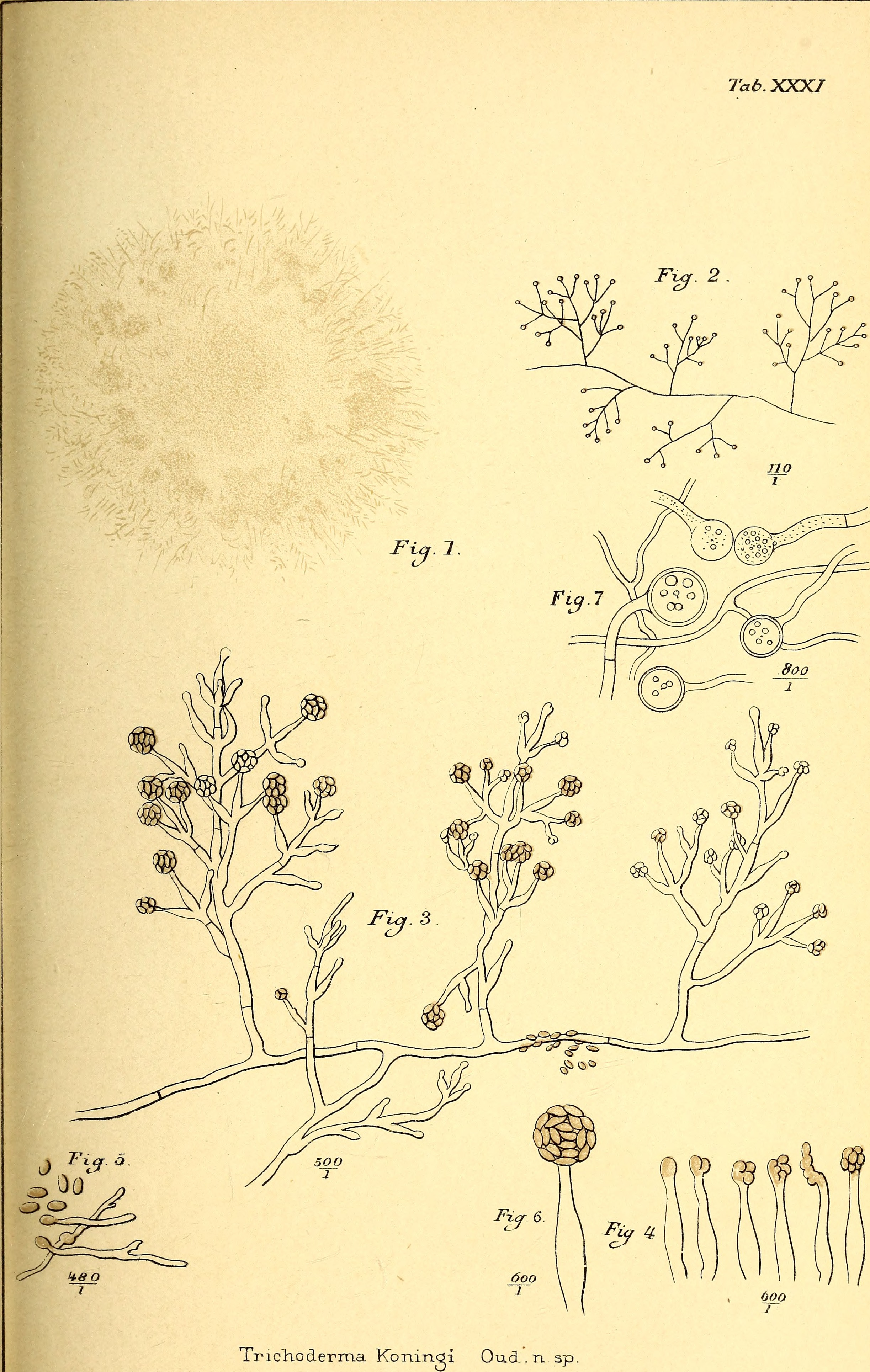
Trichoderma koningii

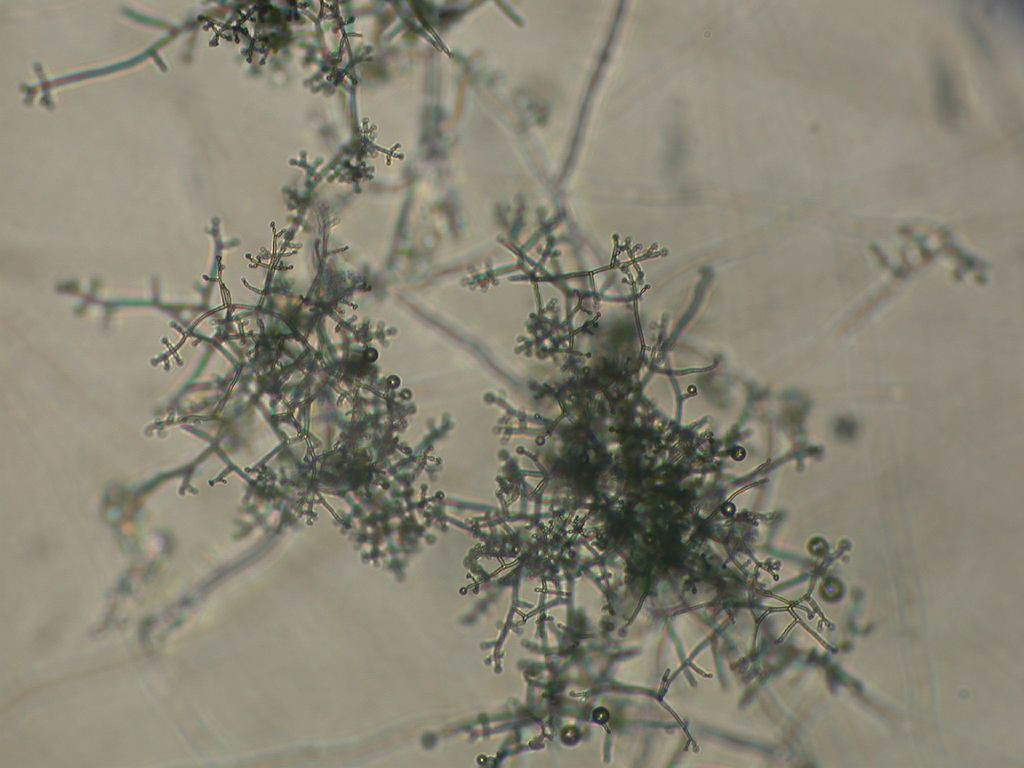
Konidiofory Trichoderma sp.

Trichoderma Pers. – rodzaj grzybów z rodziny rozetkowatych (Hypocreaceae). Saprotrofy występujące na całym świecie w glebie, w gnijącym drewnie lub na innych grzybach (grzyby nagrzybne).

## Morfologia i rozwój
Kultury w temperaturze 25–30 °C zazwyczaj rosną szybko. Na pożywkach typu agar z dekstrozą kukurydzianą (CMD) lub agar z dekstrozą ziemniaczaną (PDA) są przeźroczyste (hialinowe). Konidia tworzą się zazwyczaj w ciągu jednego tygodnia. Niektóre gatunki wydzielają charakterystyczny, kokosowy zapach.
Konidiofory Trichoderma są hialinowe i wyrastają z podłoża w pęczkach lub pojedynczo. Zwykle są wielokrotnie rozgałęzione, czasami zakończone bywają płonną strzępką. Na substracie pęczek konidioforów przypomina swoim wyglądem białą lub zieloną poduszeczkę. Komórki konidiotwórcze znajdują się na wierzchołkach odgałęzień konidioforów i mają kształt bulwkowaty, lub smoczkowaty. Mogą być grube, krótkie i tworzyć gęste okółki, jak np. u T. hamatum, lub długie i tworzące luźne okółki, jak np. u T. viride. Konidia powstają w małych główkach. Są hialinowe lub zielone, jednokomórkowe, o kształcie kulistym, owalnym, elipsoidalnym i powierzchni gładkiej lub chropowatej. Czasami w strzępkach tworzą się chlamydospory.
Teleomorfy zaliczane są do rodzaju Hypocrea. Charakteryzują się one tworzeniem mięsistych podkładek w odcieniach jasnego lub ciemnego brązu, żółci lub pomarańczy. Zazwyczaj mają poduszeczkowaty lub kolisty kształt, ale u niektórych gatunków są rozpostarte, czasami pokrywające rozległe obszary, u niektórych gatunków są muszlowate. Perytecja są całkowicie zanurzone w podkładkach. Askospory są dwukomórkowe, dzielą się przegrodami już na początku rozwoju, wskutek czego worek wydaje się zawierać 16 askospor. Askospory są szkliste lub zielone i zazwyczaj kolczaste.

## Systematyka i nazewnictwo
Pozycja w klasyfikacji według Index Fungorum: Hypocreaceae, Hypocreales, Hypocreomycetidae, Sordariomycetes, Pezizomycotina, Ascomycota, Fungi.
Synonimy nazwy naukowej: Aleurisma Link, Pachybasium Sacc., Pyreniopsis Kuntze, Pyrenium Tode, Sporoderma Mont., Tolypomyria Preuss, Verticilliastrum Dasz.
Gatunki występujące w Polsce
- Trichoderma alutaceum Jaklitsch 2011[6]
- Trichoderma aurantioeffusum Jaklitsch 2011[6]
- Trichoderma aureoviride Rifai 1969
- Trichoderma citrinoviride Bissett 1984
- Trichoderma citrinum (Pers.) Jaklitsch, W. Gams & Voglmayr 2014
- Trichoderma fertile Bissett 1992
- Trichoderma hamatum (Bonord.) Bainier 1906
- Trichoderma harzianum Rifai 1969
- Trichoderma koningii Oudem. 1902
- Trichoderma longibrachiatum Rifai 1969
- Trichoderma longipilis Bissett 1992
- Trichoderma nunbergii Svilv. 1932
- Trichoderma parmastoi (Overton) Jaklitsch & Voglmayr 2014[6]
- Trichoderma polysporum (Link) Rifai 1969
- Trichoderma protopulvinatum (Yoshim. Doi) Jaklitsch & Voglmayr 2014[6]
- Trichoderma pulvinatum (Fuckel) Jaklitsch & Voglmayr 2014
- Trichoderma pseudokoningii Rifai 1969
- Trichoderma pubescens Bissett 1992
- Trichoderma reesei E.G. Simmons 1977
- Trichoderma sinuosum P. Chaverri & Samuels 2003[6]
- Trichoderma strictipile Bissett 1992
- Trichoderma strigosum Bissett 1992
- Trichoderma sulphureum (Schwein.) Jaklitsch & Voglmayr 2014
- Trichoderma thelephoricola P. Chaverri & Samuels 2003[6]
- Trichoderma tremelloides Jaklitsch 2011[6]
- Trichoderma virens. Mill., Giddens & A.A. Foster Arx 1987
- Trichoderma viride Pers. 1794

Nazwy naukowe na podstawie Index Fungorum. Wykaz gatunków występujących w Polsce według W. Mułenko i in. (bez przypisów) i innych źródeł (jako Hypocrea)

## Zastosowanie
W biologicznej ochronie roślin
Grzyby Trichoderma są powszechnie wykorzystywane w biologicznej ochronie roślin przed organizmami chorobotwórczymi. Są bowiem bardzo pospolite i łatwo je izolować z gleby, czy drewna. Na sztucznych pożywkach rosną szybko i obficie tworzą zarodniki, wytwarzają także chlamydospory będące przetrwalnikami. W literaturze naukowej są setki opracowań o ich użyteczności w zwalczaniu takich groźnych patogenów, jak: Rhizoctonia solani, Phytophthora, Pythium ultimum, Fusarium, Alternaria alternata, Sclerotinia sclerotiorum, Sclerotium cepivorum, Sclerotium rolfsii, Gaeumannomyces graminis, Thielaviopsis basicola, Verticillium dahliae, Botrytis cinerea, bakterie i wirusy. Są w tym celu wykorzystywane w uprawach roślin rolniczych, warzyw, roślin ozdobnych, roślin sadowniczych i w przechowalnictwie. Wykazują dużą agresywność wobec patologicznych grzybów.
Zdolności Trichoderma do zwalczania innych organizmów opierają się na:
- intensywnym wytwarzaniu enzymów litycznych, co daje im zdolność do pasożytowania na innych grzybach. Szczepy Trichoderma wytwarzają m.in. chitynazy, glukanazy oraz proteazy
- antybiozie względem grzybów patogennych
- konkurencji z organizmami patogennymi o składniki pokarmowe i przestrzeń do rozwoju
- zdolności do zmiany warunków środowiska. Potrafią np. zakwaszać środowisko, co stwarza niedogodne warunki dla rozwoju patogennych grzybów, ponadto umożliwia korzystanie ze składników pokarmowych wcześniej niedostępnych
- w środowisku upraw rolnych grzyby Trichoderma rozwijają się gwałtownie, ponieważ są naturalnie odporne na wiele toksycznych związków jak herbicydy, fungicydy oraz inne pestycydy i fenole. Po dodaniu do gleby subletalnych dawek tych związków odradzają się bardzo szybko. Zawdzięczają to prawdopodobnie obecności w komórkach transportera ABC, który jest odpowiedzialny za usuwanie toksyn z komórek.

Łączne zastosowanie grzybów Trichodermaze zmniejszonymi dawkami fungicydów daje podobne efekty, jak zastosowanie pełnej dawki fungicydów. Bardzo dobre efekty obserwowano stosując T. harzianum z kaptanem do zwalczania Verticillium dahliae w uprawie ziemniaka, czy T. virens z metalaksylem wobec Pythium ultimum porażającym bawełnę, oraz z thiramem wobec Rhizoctonia solani w uprawie tytoniu.
Niektóre szczepy Trichoderma wytwarzają niskocząsteczkowe związki chelatujące żelazo, które wychwytują z otoczenia jony żelaza, skutecznie w ten sposób hamując rozwój innych grzybów. Szczepy te wykorzystywano do zwalczania szarej pleśni, wrażliwej na niedobór składników pokarmowych.
Metclaf i Wilson w 2001 r. opisali kolonizację korzeni cebuli przez grzyb T. koningii. Strzępki Trichoderma wnikały do epidermy korzenia i niszczyły grzybnię patogena, ale nie powodowały uszkodzeń tkanki rośliny gospodarza. Knudsen i in. w 1991 r.opisali zdolność T. harzianum ThzID1 do pasożytowania na sklerocjach S. clerotiorum.
W medycynie;
Wytwarzana przez T. polysporum cyklosporyna A (CsA) jest lekiem immunosupresyjnym stosowanym w przeszczepach narządów. Zapobiega ich odrzuceniu.
Inne zastosowania
Gatunki z rodzaju Trichoderma wytwarzają takie enzymy, jak: celulazy, ksylanazy, pektynazy, β-1,3-glukanazy, chitynazy i proteazy. Otrzymywane z nich preparaty enzymatyczne są stosowane w przemyśle spożywczym, browarnictwie, przemyśle winiarskim, produkcji bioetanolu, pasz, w przemyśle tekstylnym i papierniczym.
- Preparaty te zawierające celulazy, hemicelulozy i pektynazy powodują częściową hydrolizę ścian komórek roślinnych w paszach, dzięki czemu zwiększają ich strawność i wartość odżywczą. Dodatek do paszy dla bydła enzymatycznych produktów otrzymywanych z Trichoderma spowodował zwiększenie masy ich ciała o 35%, a wydajności mleka o 25%[9].
- W przemyśle spożywczym używa się ich do maceracji owoców podczas produkcji soków[9].
- W winiarstwie i browarnictwie używa się ich podczas fermentacji i filtracji piwa oraz do poprawiania aromatu wina[9].
- W przemyśle papierniczym są używane do wytwarzania pulpy drzewnej. Modyfikują właściwości włókien i zmniejszają zawartość ligniny[9].
- Preparaty zawierające celulazy mogą być używane do zmiękczania i wygładzania tkanin oraz produkcji ekologicznych proszków do prania[9].